# 五溴化磷
五溴化磷是一种活泼的黄色固体，化学式为PBr5，固态时它是离子晶体PBr4+Br−，但在气态时完全分解成PBr3和Br2。这时将它快速冷却到15K可以产生离子化合物[PBr4]+[Br3]-。
在有机化学中，可以用它将羧酸转化为酰溴。它具有强烈的腐蚀性因此必须小心保存。它在100 °C以上分解产生三溴化磷和溴：
PBr5  →  PBr3  +  Br2
想促使该反应平衡左移来制备五溴化磷是很困难的，因为很容易进一步反应生成PBr7([PBr4]+[Br3]-)。